# Italian Carnaval 5
Italian Carnaval 5 è un album del gruppo musicale italiano Tukano, pubblicato nel 1987 come parte della serie Italian Carnaval.

## Descrizione
Il disco ripropone in due lunghi medley le più note canzoni del folklore italiano reinterpretate in chiave italo dance.
Il disco è stato pubblicato nel 1987 da Duck Record in formato LP e musicassetta e distribuito da Dischi Ricordi. Nel 1988 l'album è ristampato in formato CD. In seguito è stato distribuito anche in download digitale.

## Tracce
1. italian Folk – 23:15 (Riccardo Zara)
2. Italian Folk – 23:26 (Riccardo Zara)

Durata totale: 46:41

## Crediti
- Marina Barone - voce, coro
- Riccardo Zara - coro, arrangiamenti
- Bruno Barbone - produzione